# Eolienne
Eolienne är ett halvsidentyg i ripsbindning. Varpen består av grègesilke och har dubbelt så många trådar per kvadratenhet som inlagan, vilken består av kamgarn med hård snodd. Tyget används till finare klänningar och foder.